# Brat Pack
Brat Pack („paczka nieznośnych dzieciaków”) – używana przez media amerykańskie w latach 80. nazwa określająca grupę młodych pisarzy. Określenie to ukuto w artykule z 1987 roku w The Village Voice przedstawiającym sylwetki Jaya McInerneya, Breta Eastona Ellisa i Tamy Janowitz jako nowej twarzy literatury: młodej, obrazoburczej i świeżej. Artykuł zilustrowano fotomontażem, na którym ci autorzy byli niemowlakami w pieluchach (pampersami).
Ta grupa młodych pisarzy minimalistów, których duchowym ojcem był Raymond Carver, uzyskała sporą popularność wśród czytelników i stopniowo uznanie krytyki. W swojej debiutanckiej powieści Bright Lights, Big City McInerney stosował narrację prowadzoną w całości w drugiej osobie liczby pojedynczej, co stanowiło nowatorski przełom; utwór opowiada o młodym pracowniku prestiżowego pisma w wieżowcach Manhattanu na życiowym zakręcie. Slaves of New York Janowitz (książka sfilmowana, jak wiele z tego nurtu) to historia ze świata mody i sztuki w Nowym Jorku, Less Than Zero Ellisa to powieść o bogatych 19-latkach z Los Angeles, ich wyuzdanych zabawach.
Styl utworów charakteryzował się klarownym językiem bez ozdobników, niekiedy beznamiętnym, szorstkim oraz zerwaniem z ugrzecznieniem poprzedniej generacji. Utwory tyczyły się tematyki współczesnej, zagubienia młodych ludzi w metropoliach, środowiska wielkomiejskiego.
Magazyn „Pages” zaliczył w 2005 roku do tej grupy następujących autorów: Bret Easton Ellis, Tama Janowitz, Jay McInerney i Mark Lindquist. McInerney i Janowitz są silnie związani z Nowym Jorkiem. Inne osoby kojarzone z „Brat Pack” to Susan Minot, Donna Tartt, Peter Farrelly i David Leavitt. Lindquist mieszkał w Venice w Kalifornii, a Ellis przeprowadził się z dzielnicy Sherman Oaks w Los Angeles na Manhattan zaraz po sukcesie Less Than Zero. Później najbardziej rozwinął się literacko i odniósł największe sukcesy właśnie Ellis (np. American Psycho).
W artykule pod tytułem „Gdzie oni teraz są?” Pages informował, że ta czwórka znała się towarzysko, ale nie miała ze sobą zbyt wiele wspólnego poza tym, że byli młodzi i mocno reklamowani z nastawieniem na młodych czytelników. 
„Brat Pack” to parodystyczne przekręcenie określenia „Rat Pack” („paczka szczurów”), które w latach 50. i 60. oznaczało następującą grupę artystów: Frank Sinatra, Dean Martin, Sammy Davis Jr., Peter Lawford i Joey Bishop.